# Liste der Baudenkmale in Stepenitztal
In der Liste der Baudenkmale in Stepenitztal sind alle denkmalgeschützten Bauten der mecklenburgischen Gemeinde Stepenitztal und ihrer Ortsteile aufgelistet.  Grundlage ist die Veröffentlichung der Denkmalliste des Kreises Nordwestmecklenburg mit dem Stand vom 16. September 2020.

## Baudenkmale nach Ortsteilen

### Blüssen
| ID | Lage                  | Bezeichnung                                             | Beschreibung | Bild |
| -- | --------------------- | ------------------------------------------------------- | ------------ | ---- |
| 67 | Dorfstraße 2 (Karte)  | Bauernhof mit Bauernhaus, Scheune, Backhaus, Pumpenhaus |              |      |
| 68 | Dorfstraße 11 (Karte) | Wohnhaus                                                |              |      |

### Börzow
| ID  | Lage                  | Bezeichnung                     | Beschreibung | Bild   |
| --- | --------------------- | ------------------------------- | --- | ------ |
| 121 | An der Kirche 6       | Wohnhaus mit Stall              | |        |
| 122 | Hauptstraße 6 (Karte) | Wohnhaus                        | |        |
| 123 | Dorfplatz 3 (Karte)   | Hallenhaus gegenüber der Kirche | |        |
| 124 | An der Kirche (Karte) | Kirche                          | Gotischer Backsteinbau vom 15. Jahrhundert; Kirchenschiff mit flacher Balkendecke; kreuzrippengewölbter Chor; Westturm in Schiffsbreite mit achteckigen, verschindelten Helm, Grabkapelle von 1738 für Familie von Bernstorff; Altaraufsatz von 1718, Friese (III) - Orgel von 1865 | Kirche |

### Gostorf
| ID  | Lage                      | Bezeichnung                                        | Beschreibung | Bild |
| --- | ------------------------- | -------------------------------------------------- | ------------ | ---- |
| 467 | An der B105 (Karte)       | Forsthof mit Forsthaus, Scheune, Ställen, Backhaus |              |      |
| 468 | Hauptstraße (Karte)       | Kriegerdenkmal                                     |              |      |
| 469 | Hauptstraße (und B 774)8a | Schmiede                                           |              |      |

### Kirch Mummendorf
| ID  | Lage                 | Bezeichnung                        | Beschreibung | Bild                               |
| --- | -------------------- | ---------------------------------- | ------------ | ---------------------------------- |
| 750 | Dorfstraße 5 (Karte) | Pfarrhof mit Pfarrhaus und Scheune |              | Pfarrhof mit Pfarrhaus und Scheune |
| 751 | (Karte)              | Kirche                             |              | Kirche                             |

### Mallentin
| ID  | Lage          | Bezeichnung       | Beschreibung | Bild              |
| --- | ------------- | ----------------- | ------------ | ----------------- |
| 919 | B 105 (Karte) | Straßenwärterhaus |              | Straßenwärterhaus |

### Papenhusen
| ID   | Lage          | Bezeichnung | Beschreibung | Bild |
| ---- | ------------- | ----------- | ------------ | ---- |
| 1042 | Dorfstraße 15 | Bauernhaus  |              |      |

### Rodenberg
| ID   | Lage                | Bezeichnung                                             | Beschreibung | Bild |
| ---- | ------------------- | ------------------------------------------------------- | ------------ | ---- |
| 1188 | Dorfplatz 1 (Karte) | Bauernhof mit Hallenhaus und Scheune                    |              |      |
| 1189 | Dorfplatz 2 (Karte) | Bauernhof mit Wohnhaus, Scheune, Backhaus, Mauer, Allee |              |      |

### Hof Mummendorf
| ID  | Lage                       | Bezeichnung             | Beschreibung | Bild |
| --- | -------------------------- | ----------------------- | ------------ | ---- |
| 698 | Alte Schulstraße 9 (Karte) | ehem. Gutshaus mit Park |              |      |
| 699 | Dorfstraße 15/16 (Karte)   | Rundwohnhaus            |              |      |

### Roxin
| ID   | Lage                 | Bezeichnung                          | Beschreibung | Bild |
| ---- | -------------------- | ------------------------------------ | ------------ | ---- |
| 1225 | Dorfstraße 1 (Karte) | Bauernhof mit Hallenhaus und Scheune |              |      |
| 1226 | Dorfstraße           | Hallenhaus                           |              |      |

### Rüschenbeck
| ID   | Lage                 | Bezeichnung | Beschreibung | Bild       |
| ---- | -------------------- | ----------- | ------------ | ---------- |
| 1229 | Dorfstraße 1 (Karte) | Bauernhaus  |              | Bauernhaus |

### Schmachthagen
| ID   | Lage                  | Bezeichnung             | Beschreibung                                                                            | Bild     |
| ---- | --------------------- | ----------------------- | --------------------------------------------------------------------------------------- | -------- |
| 1265 | Am Pierdiek (Karte)   | Gutshaus                | Sanierter, 2-gesch., 4-achs., quadr. Ziegelbau von 1890 mit übergiebelten Mittelrisalit | Gutshaus |
| 1266 | Grevesmühlener Straße | Litzendorf-Gedenkstätte |                                                                                         |          |

## Ehemalige Denkmale

### Blüssen
| ID | Lage               | Bezeichnung                              | Beschreibung | Bild |
| -- | ------------------ | ---------------------------------------- | ------------ | ---- |
| 69 | Dorfstraße (Karte) | Scheune, 1. links aus Richtung Schönberg |              |      |
| 70 | Dorfstraße (Karte) | Scheune, 2. links aus Richtung Schönberg |              |      |

### Mallentin
| ID  | Lage                   | Bezeichnung                               | Beschreibung | Bild |
| --- | ---------------------- | ----------------------------------------- | ------------ | ---- |
| 920 | Dorfstraße 11a (Karte) | Bauernhof mit Hallenhaus und Stallscheune |              |      |
| 921 | Dorfstraße 11b (Karte) | Wohnhaus                                  |              |      |

## Quelle
- Denkmalliste des Landkreises Nordwestmecklenburg (Stand: 9. November 2023; PDF, 1,2 MByte)

- Karte mit allen Koordinaten:
- OSM |
- WikiMap